# North Bend (Washington)
North Bend è una città degli Stati Uniti d'America, situata nello Stato di Washington, nella Contea di King.
La cittadina è conosciuta come luogo di riprese della serie cult I segreti di Twin Peaks di David Lynch.